# Cosmódromo de Plesetsk Plataforma 43

Mapa do Cosmódromo de Plesetsk

Plataforma 43 em russo Площадка 43, é um dos complexos de lançamento do Cosmódromo de Plesetsk na Rússia, ele consiste de duas plataformas de lançamento: a 43/3 e a 43/4, também conhecidas como: SK-3 e SK-4, são usadas por foguetes derivados do R-7 desde o início da década de 60.
Ele foi originalmente construído para ser usado pelo ICBM R-7 Semyorka, um primeiro teste com esses mísseis ocorreu em 21 de Dezembro de 1965, da plataforma 43/3. O primeiro lançamento da plataforma 43/4 ocorreu em 25 de Julho de 1967.
Depois de sua retirada do serviço militar ele foi convertido para uso civil. O primeiro lançamento orbital daquele complexo, foi o de um foguete Voskhod, conduzindo a missão Kosmos 313 em 3 de Dezembro de 1969.
Ambas as plataformas foram danificadas por explosões na década de 80. As 16:01 GMT em 18 de Março de 1980, 48 foram mortos quando um Vostok-2M explodiu durante operações de abastecimento na plataforma No. 4, nas preparações de lançamento de um satélite Tselina-D. Em 18 de Junho de 1987, um foguete Soyuz-U explodiu durante o lançamento na plataforma No. 3. Ambos foram reconstruídos e continuaram em serviço.